# Joe Meek
Robert George "Joe" Meek (5 de abril de 1929-3 de febrero de 1967) fue un productor discográfico, músico, ingeniero de sonido y compositor británico pionero de la música pop experimental y de la era espacial. También colaboró en el desarrollo de prácticas de grabación como el overdubbing, el sampling y la reverberación. Meek está considerado uno de los ingenieros de sonido más influyentes de todos los tiempos, siendo uno de los primeros en desarrollar ideas como la del estudio de grabación como instrumento, y convirtiéndose en uno de los primeros productores en ser reconocido por su identidad individual como artista.

## Biografía

### Infancia e inicios de carrera
Meek nació en 1 Market Square, Newent, Gloucestershire, y desarrolló su interés por la electrónica y el arte de la interpretación a una edad muy temprana, llenando el cobertizo del jardín de sus padres con componentes electrónicos mendigados y prestados, construyendo circuitos, radios y lo que se cree que fue la primera televisión en funcionamiento de la región. Durante su servicio nacional en la Real Fuerza Aérea, trabajó como técnico de radar, lo que aumentó su interés por la electrónica y el espacio exterior. A partir de 1953 trabajó para la Midlands Electricity Board. Utilizó los recursos de la empresa para desarrollar su interés por la electrónica y la producción musical, incluyendo la adquisición de una cortadora de discos y la producción de su primer disco.
Dejó la Junta de Electricidad para trabajar como ingeniero de audio en una importante productora de radio independiente que realizaba programas para Radio Luxembourg, y dio el salto a la fama con su trabajo en Music for Lonely Lovers, de Ivy Benson. Su ingenio técnico se puso de manifiesto por primera vez en el sencillo de jazz de Humphrey Lyttelton "Bad Penny Blues" (Parlophone Records, 1956) cuando, en contra de los deseos de Lyttelton, Meek modificó el sonido del piano y comprimió el sonido más de lo normal. El disco se convirtió en un éxito. A continuación, puso un enorme empeño en el estudio Landsdowne de Denis Preston, pero las tensiones entre Preston y Meek pronto hicieron que éste se marchara. Durante este tiempo grabó al actor estadounidense George Chakiris para SAGA Records y fue esto lo que le llevó a Major Wilfred Alonzo Banks y a una carrera independiente. También realizó la ingeniería de muchos discos de jazz y calipso, entre ellos el del vocalista y percusionista Frank Holder y el del líder de la banda Kenny Graham.
En enero de 1960, junto con William Barrington-Coupe, Meek fundó Triumph Records. Por aquel entonces, Barrington-Coupe trabajaba en SAGA Records, en Empire Yard, Holloway Road, para el comandante Wilfred Alonzo Banks, quien aportó la financiación. La discográfica estuvo a punto de conseguir un número 1 con la producción de Meek de "Angela Jones", de Michael Cox. Cox era uno de los cantantes que aparecía en el programa musical de Jack Good Boy Meets Girls y la canción recibió una promoción masiva. Como sello independiente, Triumph dependía de pequeñas plantas de prensado, que no podían satisfacer la demanda del producto. El disco hizo una respetable aparición en el Top Ten, pero demostró que Meek necesitaba la red de distribución de las grandes compañías para que sus discos llegaran a los puntos de venta.
Sus indiferentes resultados comerciales y el temperamento de Meek acabaron provocando la desaparición del sello. Posteriormente, Meek concedió la licencia de muchas grabaciones de Triumph a sellos como Top Rank y Pye Records. Ese año Meek concibió, escribió y produjo un álbum de "Fantasía musical del espacio exterior" titulado I Hear a New World con una banda llamada Rod Freeman & the Blue Men. El álbum quedó archivado durante décadas, aparte de la publicación de algunos temas del EP extraídos de él.

### 304 Holloway Road
Meek creó su propia empresa de producción conocida como RGM Sound Ltd (más tarde Meeksville Sound Ltd) con el importador de juguetes Major Wilfred Alonzo Banks como respaldo financiero. Operaba desde su estudio casero, que construyó en el 304 de Holloway Road, Islington, un piso de tres plantas situado encima de una tienda de artículos de cuero.
Su primer éxito en Holloway Road alcanzó el número 1 en el Reino Unido: John Leyton "Johnny Remember Me" (1961), escrita por Geoff Goddard. Esta "cancioncilla de la muerte" fue promocionada hábilmente por el representante de Leyton, el empresario australiano expatriado Robert Stigwood. Stigwood consiguió que Leyton interpretara la canción varias veces en un episodio de Harpers West One, una telenovela de corta duración de la ITV en la que aparecía como invitado. El tercer número 1 de Meek en el Reino Unido y su último gran éxito fue "Have I the Right?" de The Honeycombs en 1964, que también se convirtió en el número 5 de las listas de pop del Billboard estadounidense. El éxito de las grabaciones de Leyton fue decisivo para que Stigwood y Meek se convirtieran en dos de los primeros productores discográficos independientes de Gran Bretaña.
Cuando sus caseros, que vivían en el piso de abajo, consideraban que el ruido era excesivo, lo indicaban con una escoba en el techo. Meek señalaba su desprecio colocando altavoces en el hueco de la escalera y subiendo el volumen.
Desde entonces, se ha colocado una "placa negra" de fabricación privada (diseñada para parecerse a la placa azul oficial) en la ubicación del estudio para conmemorar la vida y la obra de Meek.
A lo largo de su carrera, Meek escuchó a muchos grupos y artistas emergentes, a algunos de los cuales no les vio ningún potencial. Después de que Brian Epstein le pidiera su opinión sobre la maqueta de The Beatles, Meek le dijo que no se molestara en firmar con ellos. En otra ocasión contrató a un grupo con la condición de que se deshicieran de su cantante principal: un Rod Stewart de 16 años.

### Vida personal
A Meek le fascinaba la idea de comunicarse con los muertos. Instalaba máquinas de cinta en los cementerios para intentar grabar voces de ultratumba, y en una ocasión captó los maullidos de un gato que creía que hablaba en tono humano, pidiendo ayuda. En particular, estaba obsesionado con Buddy Holly (decía que el difunto rockero estadounidense se había comunicado con él en sueños). Al final de su carrera, la fascinación de Meek por estos temas se apoderó de su vida tras el deterioro de su salud mental, y empezó a creer que en su piso había poltergeists, que los extraterrestres sustituían su discurso controlando su mente y que las fotografías de su estudio intentaban comunicarse con él.
Meek estaba afectado por el trastorno bipolar y la esquizofrenia, y, al recibir una llamada aparentemente inocente del productor discográfico estadounidense Phil Spector, Meek acusó inmediatamente a Spector de robarle sus ideas antes de colgar airadamente. Sus esfuerzos profesionales se vieron a menudo obstaculizados por su paranoia (Meek estaba convencido de que Decca Records pondría micrófonos ocultos detrás de su papel pintado para robar sus ideas), su depresión y sus extremos cambios de humor. En los últimos años, Meek empezó a experimentar delirios psicóticos, que culminaron en su negativa a utilizar el teléfono del estudio para comunicaciones importantes debido a su creencia de que su casera escuchaba sus llamadas a través de la chimenea, de que podía controlar las mentes de los demás con su equipo de grabación y de que podía controlar sus actos mientras estaba fuera del estudio por medios sobrenaturales.
Meek también era un consumidor frecuente de drogas recreativas, y su abuso de barbitúricos empeoraba aún más sus episodios depresivos. Además, su consumo excesivo de anfetaminas le hacía entrar en cólera con poca o ninguna provocación, lo que le llevó en una ocasión a apuntar con una pistola a la cabeza del baterista Mitch Mitchell para "inspirar" una actuación de gran calidad.
La homosexualidad de Meek -en una época en la que los actos homosexuales eran ilegales en el Reino Unido- le sometió a más presión y temía especialmente que su madre se enterara de su orientación sexual. En 1963 fue condenado y multado con 15 libras (el equivalente a 321 libras en 2020) por "importunar con fines inmorales" en un baño público de Londres, y en consecuencia fue objeto de chantaje. En enero de 1967, la policía de Tattingstone (Suffolk) descubrió dos maletas que contenían partes del cuerpo mutilado de Bernard Oliver. Según algunos relatos, Meek tenía miedo de ser interrogado por la Policía Metropolitana, ya que se sabía que pretendían interrogar a todos los homosexuales de Londres. Esto fue suficiente para que perdiera su autocontrol.
Meek siempre se paseaba por el exterior del estudio con gafas de sol, por temor a ser reconocido por los gánsteres locales, como los gemelos Kray, que temía que intentaran robarle sus actos o le chantajearan con respecto a su homosexualidad.
La depresión de Meek se agravó a medida que su situación financiera se volvía cada vez más desesperada. El compositor francés Jean Ledrut le acusó de plagio, alegando que la melodía de "Telstar" había sido copiada de "La Marche d'Austerlitz", una pieza de una partitura que Ledrut había escrito para la película Austerlitz (1960). La demanda supuso que Meek no recibiera los derechos de autor del disco en vida, y el asunto no se resolvió a su favor hasta tres semanas después de su muerte, en 1967.

### Asesinato y suicidio
El 3 de febrero de 1967, Meek mató a su casera Violet Shenton y luego se suicidó con una escopeta de un solo cañón que había confiscado a su protegido, el exbajista de The Tornados y estrella en solitario Heinz Burt, en su casa/estudio de Holloway Road. Meek había discutido con Shenton por los niveles de ruido procedentes del piso superior y por la cantidad de alquileres atrasados que Meek aún debía. Le había quitado la pistola a Burt cuando éste le informó de que la había utilizado, mientras estaba de gira, para disparar a los pájaros. Meek había guardado el arma bajo su cama, junto con algunos cartuchos. Como la escopeta había sido propiedad de Burt, la policía lo interrogó intensamente antes de eliminarlo de sus investigaciones. Meek fue enterrado en el cementerio de Newent, en Newent, Gloucestershire.

## Legado

### Grabación
La incapacidad de Meek para tocar un instrumento musical o escribir la notación no le impidió escribir y producir grabaciones comerciales de éxito. Para componer canciones, dependía de músicos como Dave Adams, Geoff Goddard o Charles Blackwell para transcribir las melodías de sus "demos" vocales. Trabajó en 245 sencillos, 45 de los cuales alcanzaron el top cincuenta. Fue pionero en herramientas de estudio como el sobredoblaje múltiple en máquinas de una y dos pistas, la microfonía cercana, la entrada directa de los bajos, el compresor y efectos como el eco y la reverberación, así como el sampling. A diferencia de otros productores, buscaba el sonido "adecuado" más que una melodía musical pegadiza, y a lo largo de su breve carrera siguió con determinación su búsqueda para crear una "firma sónica" única para cada disco que producía.
En una época en la que muchos ingenieros de estudio todavía llevaban batas blancas y trataban asiduamente de mantener la claridad y la fidelidad, Meek producía todo en los tres pisos de su estudio "casero" y nunca tuvo miedo de distorsionar o manipular el sonido si creaba el efecto que buscaba.
Meek fue uno de los primeros productores en captar y explotar plenamente las posibilidades del estudio de grabación moderno. Sus innovadoras técnicas -separar físicamente los instrumentos, tratar los instrumentos y las voces con eco y reverberación, procesar el sonido a través de sus legendarios dispositivos electrónicos de fabricación casera, la combinación de actuaciones y segmentos grabados por separado en una grabación compuesta minuciosamente construida- constituyeron importantes avances en la producción de sonido. Hasta entonces, la técnica estándar de grabación de música pop consistía en grabar a todos los intérpretes en un estudio, tocando juntos en tiempo real. Esta técnica era muy diferente a la de su contemporáneo Phil Spector, que solía crear sus producciones "Wall of Sound" realizando grabaciones en directo de grandes conjuntos que utilizaban múltiples instrumentos principales como el bajo, la guitarra y el piano para crear los complejos fondos sonoros para sus cantantes.
En 1993, el antiguo cantante de sesión Ted Fletcher presentó la línea "Joemeek" de equipos de procesamiento de audio. El homenaje a Meek se debía a su influencia en las primeras etapas de la compresión de audio. El nombre y la línea de productos se vendieron a la empresa estadounidense PMI Audio Group en 2003. La línea de productos actual incluye una serie de micrófonos llamada "Telstar", que lleva el nombre del mayor éxito de Meek.

### "The Tea Chest Tapes"
Tras la muerte de Meek, los miles de grabaciones que escondió en su estudio quedaron inéditas y fueron conservadas por Cliff Cooper, de los Millionaires. Se dice que, tras su suicidio en 1967, Cooper compró todas las grabaciones de Meek por 300 libras (el equivalente a 5.567 libras en 2021). Estas grabaciones fueron llamadas las "Tea Chest Tapes" entre los fans, ya que estaban guardadas en cofres de té cuando Cooper las sacó de su piso. Alan Blackburn, antiguo presidente de la Joe Meek Appreciation Society, las catalogó todas a mediados de la década de 1980.
El 4 de septiembre de 2008, estas grabaciones inéditas se subastaron en la subasta "It's More Than Rock 'N' Roll" de Fame Bureau, donde supuestamente se vendieron por 200.000 libras, aunque en una entrevista de 2021 para la BBC, Cliff Cooper afirma que no se vendieron en esa ocasión. Contenían más de 4.000 horas de música en 1.850 cintas, incluyendo grabaciones de David Bowie como cantante y saxofonista con los Konrad, Gene Vincent, Denny Laine, Billy Fury, Tom Jones, Jimmy Page, Mike Berry, John Leyton, Ritchie Blackmore, Jess Conrad, Mitch Mitchell y Screaming Lord Sutch. Las cintas también contenían muchos ejemplos de Meek componiendo canciones y técnicas de sonido experimentales. La cinta 418 contiene a Meek componiendo canciones para la película Live It Up!.
El 2 de septiembre de 2020, Cherry Red Records anunció que había comprado las cintas a Cliff Cooper y que comenzaría el proceso de digitalización del archivo con vistas a publicar el material, sujeto a la autorización de los derechos.

### Artistas producidos por Meek
Los sencillos que Meek produjo para otros artistas incluyen "Johnny Remember Me" (John Leyton, 1961), "Just Like Eddie" (Heinz, 1963), "Angela Jones" (Michael Cox, 1960), "Have I the Right?" (The Honeycombs, 1964) y "Tribute to Buddy Holly" (Mike Berry, 1961). El tema instrumental "Telstar" (1962) de The Tornados, escrito y producido por Meek, se convirtió en el primer disco de un grupo de rock británico en alcanzar el número uno en el Hot 100 de Estados Unidos. También estuvo cinco semanas en el número uno de la lista de singles del Reino Unido, y Meek recibió un premio Ivor Novello por esta producción como la "cara A más vendida" de 1962. 
Meek dejó pasar la oportunidad de trabajar con el entonces desconocido David Bowie, The Beatles (a estos últimos los describió en una ocasión como "otro montón de ruido, copiando la música de otros") y Rod Stewart. John Repsch, en The Legendary Joe Meek, cuenta que al oír cantar a Stewart, Meek entró corriendo en el estudio, se puso los dedos en los oídos y gritó hasta que Stewart se fue. Prefería grabar instrumentales con la banda con la que cantaba, los Moontrekkers.
En 1963, Meek trabajó con el entonces poco conocido cantante Tom Jones, entonces vocalista de Tommy Scott & the Senators. Meek grabó siete temas con Jones y los llevó a varias discográficas en un intento de conseguir un contrato discográfico, sin éxito. Dos años después, tras el éxito mundial de Jones "It's Not Unusual" en 1965, Meek pudo vender las cintas que había grabado con Jones a Tower (EE. UU.) y Columbia (Reino Unido).

### Homenajes
Su reputación de experimentador en la grabación de música fue reconocida por el Gremio de Productores de Música, que en 2009 creó el "Premio Joe Meek a la Innovación en la Producción" como "homenaje al notable espíritu pionero de [este] productor". En 2014, Meek fue clasificado como el mejor productor de todos los tiempos por NME, elaborando: "Meek fue un completo pionero, intentando un sinfín de nuevas ideas en su búsqueda del sonido perfecto. ... El legado de su interminable experimentación está escrito a lo largo de la mayor parte de tu música favorita hoy en día."